# Bractwo Cyryla i Metodego
Bractwo Cyryla i Metodego (ukr. Кирило-Мефодіївське братство) – organizacja założona na przełomie grudnia 1845 i stycznia 1846 w Kijowie przez studentów, z inicjatywy Mykoły Kostomarowa. Głosiła hasła przebudowy społeczeństwa na zasadach nauki chrześcijańskiej i reform, oraz zjednoczenia wszystkich Słowian w jednym, demokratycznym, federacyjnym państwie. Działało 14 miesięcy.
Członkowie bractwa szczególny nacisk kładli na wyzwolenie narodowe, do czego miała prowadzić demokratyczna ewolucja carskich rządów. Część działaczy Bractwa (z Kostomarowem i Kuliszem) opowiadała się za państwem związanym nierozerwalnie z Rosją, część (z Szewczenką) za samodzielnym państwem demokratycznym. Bractwo doprowadziło do ukształtowania się ukraińskiego języka literackiego oraz rozwoju wielu organizacji kulturalnych.
Do Bractwa należeli m.in. Mykoła Kostomarow, Taras Szewczenko, Pantelejmon Kulisz, M. Hułak, W. Biłozerski, O. Nawrocki, D. Pilczykiw, O. Petrow, O. Markowycz, J. Andruźki, I. Posjada, M. Sawycz i inni.
Rząd rosyjski zareagował prześladowaniami, m.in. skazując na zsyłkę przywódców Bractwa: Tarasa Szewczenkę, Pantelejmona Kulisza i Mykołę Kostomarowa.
W niedługim czasie wprowadzono cyrkularz wałujewski, który ograniczał wydawania literatury w języku ukraińskim, z wyjątkiem literatury pięknej, oraz ukaz emski, który zakazywał m.in. posługiwania się językiem ukraińskim w życiu publicznym, drukowania książek i przekładów w tym języku.
Do krystalizacji poglądów ukraińskich twórców Bractwa Cyryla i Metodego w znacznym stopniu przyczyniły się idee konspiracyjne i rewolucyjne znanego polskiego działacza niepodległościowego Szymona Konarskiego, oraz Mickiewiczowskie Księgi narodu polskiego i pielgrzymstwa polskiego.